# Федотов, Владимир Павлович
Влади́мир Па́влович Федо́тов (20 февраля 1930 — 29 июля 2010) — российский дипломат. Имел дипломатический ранг чрезвычайного и полномочного посла (21 апреля 1990).

## Биография
Окончил Московский государственный институт международных отношений (МГИМО) МИД СССР (1953). Кандидат исторических наук (1969).
- В 1978—1984 годах — заведующий сектором Первого Дальневосточного отдела МИД СССР.
- В 1984—1990 годах — советник-посланник Посольства СССР в КНР.
- С 6 апреля 1993 по 30 апреля 1997 года — чрезвычайный и полномочный посол Российской Федерации в Лаосской Народно-Демократической Республике[2][3].
- В 1998—2005 годах — старший научный сотрудник, главный научный сотрудник Института актуальных международных проблем Дипломатической академии МИД России.
- В 2005—2010 годах — ведущий научный сотрудник Российского института стратегических исследований.

Был женат, четверо детей.